# Balla Pál (festő)
Balla Pál (Pálóc, 1930. április 17. – Ungvár, 2008. június 1.) festő.

## Élete
1945 és 1950 közötti az Ungvári Iparművészeti Szakközépiskolában tanult, mesterei: Erdélyi Béla, Boksay József, Manajló Fedor és Koczka András voltak. 1955–56-ban a Lvovi Iparművészeti Főiskola hallgatója volt, itt Roman Szelszkij, Jurij Scserbatenko, Ivan Gutorov voltak a mesterei. 1958-tól tanított az Ungvári Iparművészeti Szakközépiskolán, 1968-ban belépett az Ukrán Képző- és Iparművészeti Szövetségbe, 1976 és 1980 között az Ukrán Képző- és Iparművészeti Szövetség kárpátaljai szervezetének elnöki tisztét töltötte be. 1970-től 1980-ig a kárpátaljai és kassai művésztelepeken dolgozott. Művei a monumentális és a táblaképfestészet műfajának képviselői; képviselője volt az 1960-as, 1970-es évek derekán a szovjet művészetben kialakult ún. "szigorú" vagy "kemény" stílusnak.

## Egyéni kiállítások
- 1982 • Kárpátaljai Képzőművészeti Múzeum, Ungvár (kat.) • Történelmi-tájismereti Múzeum, Nagymihály • K-SZL Galéria, Kassa.

## Válogatott csoportos kiállítások
- 1970 • UA köztársasági kiállítás, MM Kiállítóterem, Kijev
- 1974 • Kárpátalja kortárs képzőművészete, K-SZL Galéria, Kassa • Művelődési Központ, Nyíregyháza • UA köztársasági kiállítás, MM Kiállítóterem, Kijev
- 1976 • Kárpátalja kortárs képzőművészete, Kiállítóterem, Szatmár
- 1976-1980 • UA köztársasági kiállítás, MM Kiállítóterem, Kijev
- 1980 • Kárpátalja képzőművészete, Szovjetunió Képzőművészeti Szövetség Kiállítóterem, Moszkva
- 1982 • UA köztársasági kiállítás, MM Kiállítóterem, Kijev
- 1995 • UA köztársasági kiállítás, Kárpátaljai Képzőművészeti Múzeum, Ungvár
- 1996 • Vajdasági és Kárpátaljai Művészek (MKITSZ), MVSZ.

## Köztéri művei
- Folklórmotívumok (sgraffito, 1965, Csap, ungvári járás, Kárpáti étterem)
- Tudomány és kozmosz (tempera, 1978, Ungvár, Kárpátaljai Honismereti Múzeum)
- Pravoszláv szentek (tempera, 1981, Ungvár, pravoszláv templom).

## Művek közgyűjteményekben
- Harkovi Képzőművészeti Múzeum, Harkov (UA) • Kárpátaljai Honismereti Múzeum, Ungvár • Kárpátaljai Képzőművészeti Múzeum, Ungvár • Kelet-szlovákiai Galéria, Kassa • UA Képző- és Iparművészeti Szövetség gyűjteménye, Kijev • UA MM gyűjtemény, Kijev • Ukrán Nemzeti Képzőművészeti Múzeum, Kijev.